# 新兴镇 (屯昌县)
新兴镇，是中华人民共和国海南省屯昌县下辖的一个乡镇级行政单位。

## 行政区划
新兴镇下辖以下地区：
新兴社区、下屯村、蕴沃村、新雄村、土锡村、南歧村、博文村、洁坡村、兴诗村、沙田村、百家村、下园村和新北村。